# François Hotman
François Hotman (Paris, 23 de agosto de 1524 — Basileia, 12 de fevereiro de 1590), huguenote, monarcômaco, autor de Franco-Gallia.

## Franco-Gallia
Franco-Gallia foi uma obra publicada em 1573 em Genebra (Suíça), originalmente em latim, com o título de Francogallia sive tractatus isagogicus de regimine Regum Galliae et de jure sucessionis, como reação às violências praticadas contra os huguenotes durante a Noite de São Bartolomeu, em 24 de agosto de 1572. Trata-se de uma das primeiras obras de combate à tirania de qualidade superior a um panfleto político, pois possui uma argumentação bastante superiores do que as obras anteriores que também manisfestavam oposição à tirania.
Em 1574, a obra foi publicada em francês, com o título de La France-Gaule, na cidade de Colônia (Alemanha).
Com a violência contra os huguenotes, acirrada a partir da Noite de São Bartolomeu, Hotman buscou refúgio em Genebra nos primeiros dias de outubro de 1572, onde pode se dedicar à conclusão de Franco-Gallia.
Em suma, a obra apresenta uma narrativa histórica que busca demonstrar que o absolutismo monárquico era incompatível com as tradições históricas dos gauleses e dos francos.
Nessa narrativa, os francos, cujo significado etimológico quer dizer "livres", eram um povo de origem germânica, que, inicialmente, habitava a região costeira entre o Rio Reno e o Rio Elba, que, depois, em aliança com os gauleses, substituiriam o poder do Império Romano na região que atualmente corresponde à França. Os gauleses eram o povo que habitava aquela região antes da conquista romana.
O ponto de partida desse processo foi a eleição, por meio de sufrágio na Assembleia Geral dos Três Estados, do Rei Quilderico I, filho de Meroveu, em 458. A partir desse evento, as tribos francas e de gaulesas formariam uma só nação.
Desse modo, sua narrativa busca valorizar o papel das assembleias, que eram o instrumento que melhor manifestava a vontade do povo e no qual, no qual residia o real poder, pois tais assembleias se ocupavam das grandes questões de Estado, tais como:
1. elegiam e destituíam reis;
2. declaravam guerras e faziam a paz;
3. votavam impostos;
4. atribuíam cargos;
5. designavam conselhos de regência;
6. atuavam como corte de justiça (em circunstâncias especiais).

Essas Assembleias elegiam o Rei, mas entre candidatos de uma determinada família, mas, principalmente a partir da Dinastia Capetiana, consolidou-se o costume de escolher sempre o filho primogênito do sexo masculino, sendo que, quando faltavam herdeiros do sexo masculino, o trono era passado ao primogênito da linhagem mais próxima. As mulheres não poderiam ser coroadas, mas podiam exercer a regência.
Após a publicação original a obra sofreu acréscimos, que tinham como função, inclusive, responder às críticas deitas às edições anteriores, em 1876 e em 1586, que representam 40% da versão final, de modo que, em sua versão completa, conta com os seguintes capítulos:
1. Do estado da Gallia, antes que fosse reduzida à forma de Província pelos Romanos.
2. Qual linguagem usavam os antigos Gauleses.
3. Do estado da Gallia depois que ela foi reduzida à forma de província pelos Romanos.
4. De onde vieram os franceses que foram feitos mestres da Gallia, dando-lhe o nome de França.
5. Do nome dos Franceses e das diversas incursões que fizeram na Gallia e em qual tempo eles estabeleceram o seu Reino.
6. A saber, se o Reino da Franco-Gallia se transferiria por sucessão hereditária, ou se ele se definia por eleição, e da maneira de eleger os Reis.
7. A severidade do povo franco na deposição dos reis.
8. Quando faleciam os filhos do rei, como ele determinava a divisão do reino.
9. Do direito à Sucessão.
10. Da Lei Sálica e do direito que tinham as filhas dos Reis na sucessão dos seus pais.
11. Do Direito ao uso da cabeleira real.
12. Qual forma de governo Político foi reservada ao Reino da Franco-Gallia.
13. Da consagrada autoridade da Assembleia Geral dos Estados,
14. Dos Superintendentes do Palácio do Rei, que ele chamaria de Senhores do Palácio.
15. A saber, se Pepino foi feito Rei pela autoridade do Papa, ou pela autoridade da Assembleia dos Estados.
16. Do Condestável e os Pares da França.
17. Como a autoridade dos Estados continuou sob o Reino dos descendentes de Carlos Magno.
18. A autoridade das Assembleias Gerais sobre os reis merovíngios.
19. Das diferenças entre o Rei e o Reino.
20. Da casa dos descendentes de Hugo Capeto e como o Reino da França foi conduzido neste.
21. Como a autoridade dos Estados foi continuada sob o Reino dos descendentes de Hugo Capeto.
22. Da autoridade memorável da Assembleia dos Estados praticada contra o Rei Luis XI.
23. A saber, se as mulheres são excluídas da administração do Reino, como são tratadas nas questões da sucessão.
24. Dos Parlamentos Judiciários da França.

Além dos argumentos com base nas tradições históricas franco-gaulesas, são mencionadas lições de pensadores do mundo greco-romano, tais como: Platão, Aristóteles, Políbio e Cícero, sobre as vantagens de impor limites ao poder do rei.
Como exemplos de situações nas quais a Assembleia Geral depôs o Rei, apresenta as deposições de:
1. Quilderico III, em 751;
2. Carlos, o Gordo, em 887; e
3. Carlos, o Simples, em 922[2].